# Choi Eun-sung
Pour les articles homonymes, voir Choi.
Dans ce nom coréen, le nom de famille, Choi, précède le nom personnel.
Choi Eun-sung, né le 5 avril 1971 à Hanam (Corée du Sud), est un footballeur sud-coréen.